# Haro Maya
Haro Maya (Haro Maya, Haromaya ou Haramaya) est un des 180 woredas de la région Oromia, en Éthiopie.
Il doit son nom à la ville d'Alemaya (Alemaya, Haramaya ou Alem Maya) qui est son centre administratif.
Le woreda compte 271 018 habitants en 2007.

## Situation
Situé entre 1 400 m et 2 340 m d'altitude[réf. souhaitée] dans la zone Misraq Hararghe de la région Oromia, le woreda est bordé au sud par Kurfa Chele, à l'ouest par Kersa, au nord par Dire Dawa, à l'est par Kombolcha et au sud-est par la région Harar.
Les woredas Haro Maya et Kombolcha sont d'importants exportateurs de légumes vers Djibouti[réf. souhaitée].
Les villes principales, Alemaya, Aweday et Bati, sont à environ 2 016 m, 2 070 m et 2 054 m d'altitude,,. 

## Histoire
- Vestiges attestant la  présence de musulmans depuis l'an mille.
- Fondation de l'université d'Haramaya (en) dans les années 1950.

## Démographie
D'après le recensement national de 2007 réalisé par l'Agence centrale de statistique d'Éthiopie, le woreda compte 271 018 habitants et 18.5% de la population est urbaine.
La population urbaine comprend 7 686 habitants à Aweday,
6 762 à Bate et 4 856 à Adele ainsi que les 30 728 habitants du centre administratif du woreda, Alemaya.
La plupart des habitants (96,7%) sont musulmans.
Avec une superficie de 550 km2[réf. souhaitée], le woreda a en 2007 une densité de population de 493 personnes par km2 ce qui est supérieur à la moyenne de la zone.
L'oromo est parlé par 95,8% de la population en tant que langue maternelle[réf. souhaitée].
En 2020, la population est estimée (par projection des taux de 2007) à 369 323 personnes.